# National Reserve Bank of Tonga
National Reserve Bank of Tonga är Tongas centralbank. Banken ombildades 1989 och har huvudkontoret i Nuku'alofa.